# سلیمانلو
سلیمانلو یکی از روستاهای استان اردبیل است که در بخش مرکزی شهرستان گرمی در جوار روستای معروف تولون واقع شده‌است.

## جغرافیای سلیمانلو
روستای سلیمانلو در ۲۵ کیلومتری جنوب غرب شهر گرمی مغان در ۴۸ درجه و ۴ دقیقه طول شرقی و ۳۸ درجه و ۵۶ دقیقه عرض شمالی، حدفاصل بین روستاهای آرمار مشهدلو و تولون در ساحل رودخانه تولون چای واقع شده‌است. روستای سلیمانلو از شمال به روستای آرمار مشهدلو و از شرق به روستای تولون محدود می‌شود.

## جمعیت سلیمانلو
براساس سرشماری نفوس و مسکن سال ۱۳۸۵ این روستا دارای ۳ خانوار با ۱۳ نفر جمعیت بوده است. در سرشماری ۱۳۸۵ از کل جمعیت آن ۴ نفر مرد و ۹ نفر زن بوده‌اند. در این سال از ۱۳ نفر جمعیت ۶ ساله و بالاتر آن ۷ نفر و بیش از ۵۴ درصد باسواد بوده همچنین تعداد ۴ نفر از مردان و ۴ نفر از زنان شاغل گزارش شده‌اند.
بر اساس آخرین نتایج سرشماری ۱۳۹۰ روستای سلیمانلو دارای ۲ خانوار با ۹ نفر جمعیت می‌باشد که نسبت به ۵ سال قبل ۴ نفر کاهش جمعیت داشته است.
با توجه به اینکه زمستان در این منطقه بسیار سرد و سوزناک میباشد تمامی اهالی این روستا این مدت زمان را در شهرهای گرمی پارس آباد اردبیل تبریز و یا تهران سپری میکنند.

## شهداء سلیمانلو
روستای سلیمانلو یکی از فرزندان برومند خود به نام آقاقلی زمانی را در جنگ ایران و عراق تقدیم ایران اسلامی نموده است. مزار این شهید والا مقام در گلزار شهدای تولون واقع شده است.